# Horní les
Horní les (772 m) je výrazný kopec v Českomoravské vrchovině. Nachází se 2 km severozápadně od obce Rovečné v okrese Žďár nad Sázavou. Jde o nejvyšší vrchol přírodního parku Svratecká hornatina a geomorfologického podcelku Nedvědická vrchovina.

## Rozhledna
Asi 60 metrů jihovýchodně od vrcholu se nachází rozhledna Horní les, vysoká 59 metrů. Historie rozhledny začala v roce 1824, kdy byl na vrcholu vytyčen trigonometrický bod. Z roku 1918 jsou zmínky o měřické věži a rozhledně "Rakušanka". V roce 1936 byl postaven trigonometrický stožár o výšce 21 metrů (stál do roku 1954). V letech 1968–1969 byla postavena dřevěná věž o výšce 38 metrů, kterou v roce 1974 poškodila námraza. Zbytky této dřevěné věže byly odstraněny v roce 2000 a v následujícím roce 2001 započala společnost Eurotel s výstavbou ocelového stožáru s rozhlednou. Ta byla otevřena 19. dubna 2002.
Na vyhlídkovou plošinu ve výšce 38 metrů vede kruhové schodiště o 201 schodech. Za ideálních podmínek je možné spatřit jadernou elektrárnu Dukovany, Jeseníky nebo i Krkonoše.

## Přístup
Na Horní les vede z obce Rovečné červená turistická značka a také modrá značka z obce Nyklovice či od Víru. Rozhledna je přístupná od 15. dubna do 15. října bez poplatku.

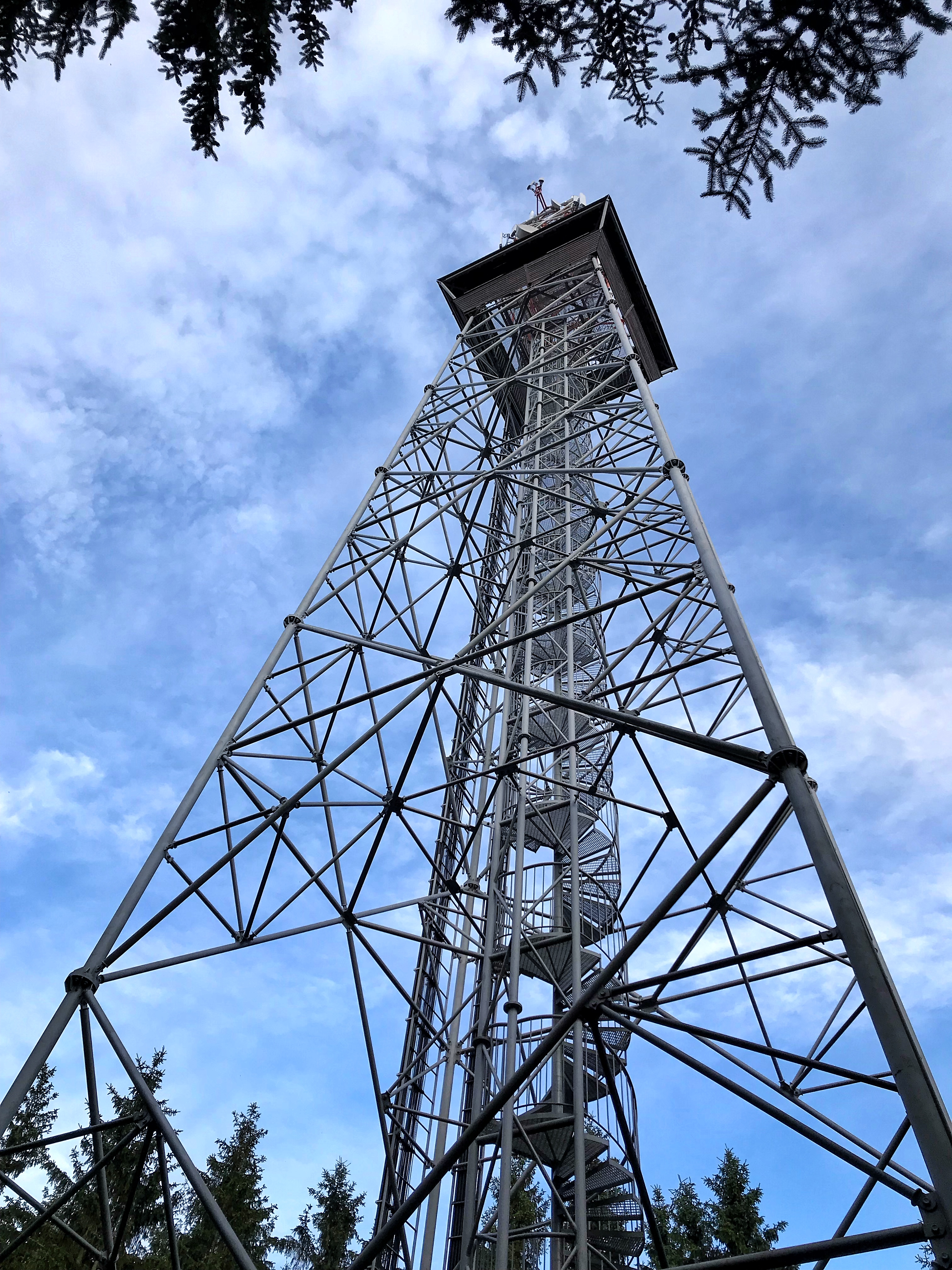
Rozhledna Horní les